# Lutowo (gromada)
Lutowo – dawna gromada, czyli najmniejsza jednostka podziału terytorialnego Polskiej Rzeczypospolitej Ludowej w latach 1954–1972.
Gromady, z gromadzkimi radami narodowymi (GRN) jako organami władzy najniższego stopnia na wsi, funkcjonowały od reformy reorganizującej administrację wiejską przeprowadzonej jesienią 1954 do momentu ich zniesienia z dniem 1 stycznia 1973, tym samym wypierając organizację gminną w latach 1954–1972.
Gromadę Lutowo z siedzibą GRN w Lutowie utworzono – jako jedną z 8759 gromad na obszarze Polski – w powiecie sępoleńskim w woj. bydgoskim, na mocy uchwały nr 24/9 WRN w Bydgoszczy z dnia 5 października 1954. W skład jednostki weszły obszary dotychczasowych gromad Lutowo, Iłowo, Radońsk, Wiśniewa i Wiśniewka ze zniesionej gminy Sępólno Kraińskie w tymże powiecie. Dla gromady ustalono 23 członków gromadzkiej rady narodowej.
31 grudnia 1961 do gromady Lutowo włączono tereny leśne wraz z osadą Zaleśniak z gromady Sępólno Krajeńskie w tymże powiecie; z gromady Lutowo wyłączono natomiast enklawę leśną w rejonie Klementynowo, włączając ją do gromady Sypniewo w tymże powiecie.
Gromadę zniesiono 1 stycznia 1969, a jej obszar włączono do gromad Sępólno Krajeńskie (sołectwa Lutowo, Radońsk, Wiśniewa i Wiśniewka) i Sypniewo (sołectwo i PGR Iłowo) w tymże powiecie.